# Warreella cyanea
Warreella cyanea är en orkidéart som först beskrevs av John Lindley, och fick sitt nu gällande namn av Rudolf Schlechter. Warreella cyanea ingår i släktet Warreella och familjen orkidéer. Inga underarter finns listade i Catalogue of Life.

## Bildgalleri

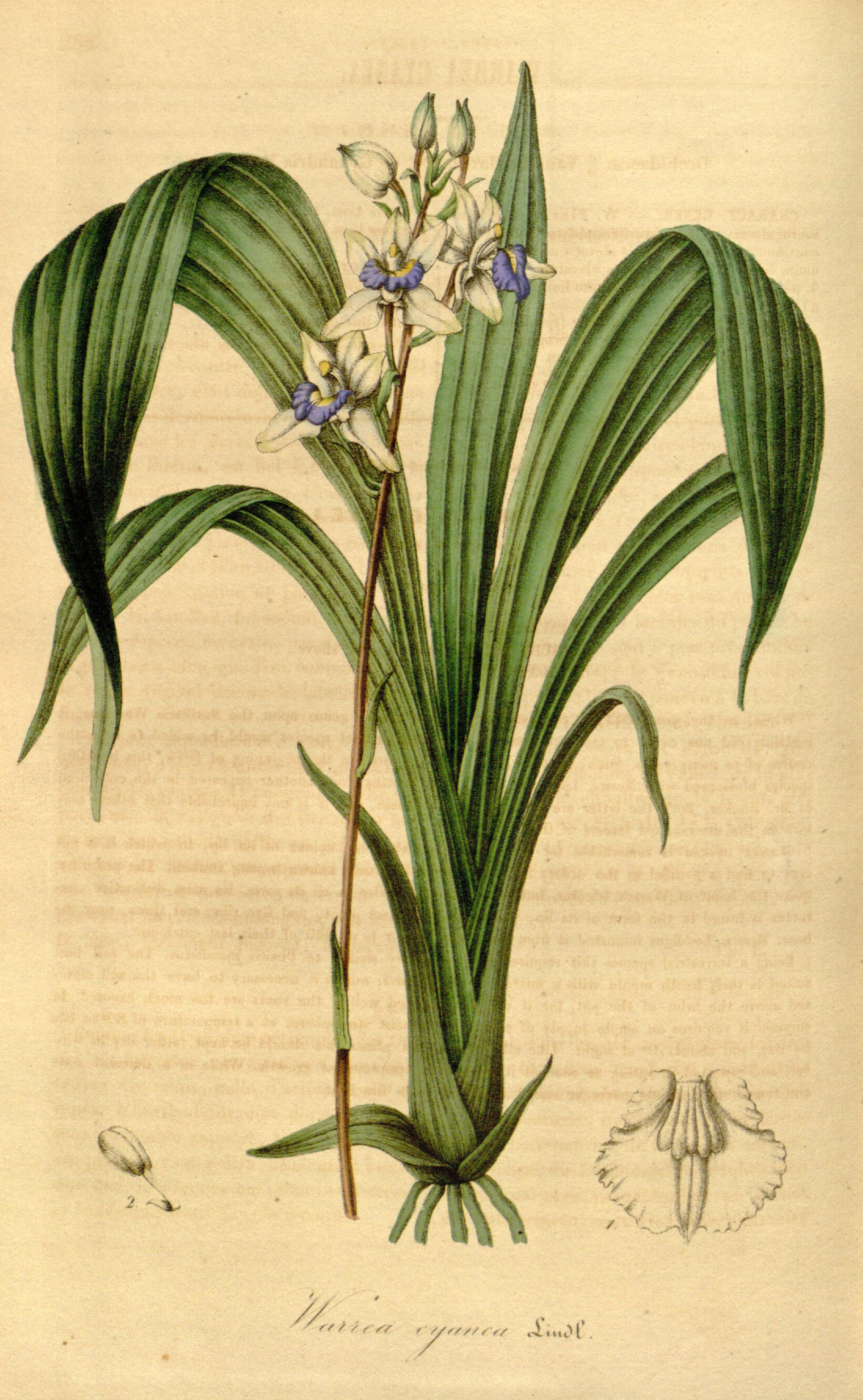